# Peletería

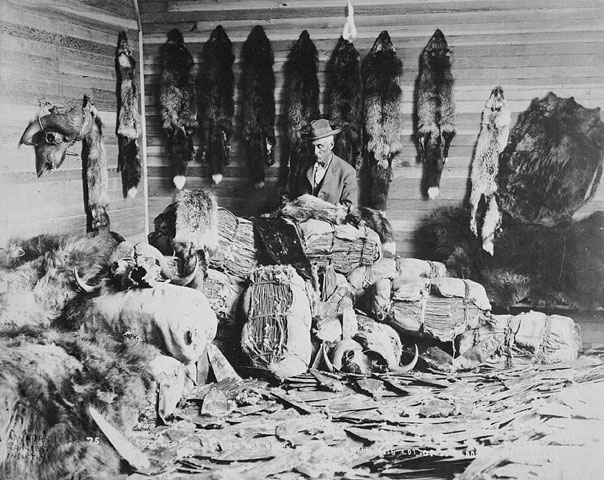
Comerciante de pieles canadiense a fines del.

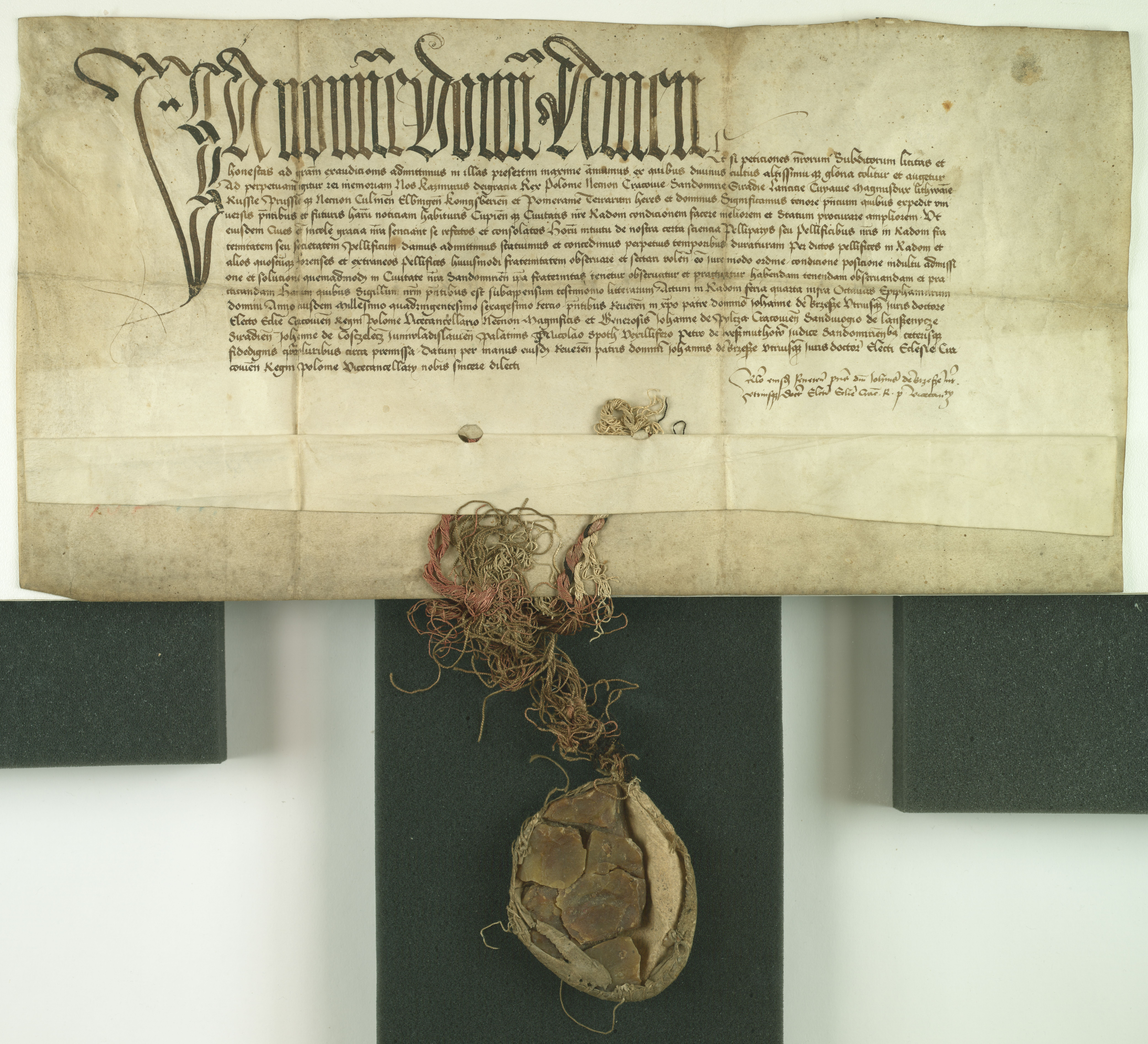
Un documento de Casimiro IV Jagellón, rey polaco, emitido en 1463, que contiene permiso para establecer un gremio de peleteros en Radom.

La peletería es la industria dedicada a la elaboración de indumentaria, cuero y piel animal. Es una de las tecnologías más antiguas conocidas, remontándose a la prehistoria, y probablemente la forma más antigua de elaboración de ropa.
Mientras el cuero, especialmente el obtenido de ganado bovino, es hoy un artículo estándar en la vestimenta, la popularidad de las prendas de piel ha sufrido una importante merma en los últimos años debido a la concienciación de proteger algunas especies de animales escasos, tanto por parte de acuerdos y esfuerzos  como CITES como de movimientos y organizaciones no gubernamentales. Los cuidados especiales que requiere tanto su confección como su uso y mantenimiento han hecho que tradicionalmente se considerara un artículo de lujo; algunas prendas, como las elaboradas de armiño, han sido simbólicas del atuendo real en algunas culturas.